# Phylacia
Phylacia is een geslacht van schimmels dat behoort tot de familie Hypoxylaceae. De typesoort is Phylacia globosa.

## Soorten
Volgens Index Fungorum telt het geslacht tien soorten (peildatum februari 2023):
| Soortnaam                | Auteur(s)                                 | Publicatiejaar |
| ------------------------ | ----------------------------------------- | -------------- |
| Phylacia bomba           | (Mont.) Pat.                              | 1903           |
| Phylacia cylindrica      | L.T. Lacerda, J.L. Bezerra & Jad. Pereira | 2018           |
| Phylacia glandulina      | Speer                                     | 1980           |
| Phylacia globosa         | Lév.                                      | 1845           |
| Phylacia korfii          | J. Fourn. & Lechat                        | 2015           |
| Phylacia mexicana        | Medel, J.D. Rogers & Guzmán               | 2006           |
| Phylacia poculiformis    | (Mont.) Mont.                             | 1855           |
| Phylacia pseudohypoxylon | Speer                                     | 1980           |
| Phylacia surinamensis    | (Berk. & M.A. Curtis) Dennis              | 1957           |
| Phylacia turbinata       | (Berk.) Dennis                            | 1957           |